# Ognissanti Madona
Madona na prestolu, znana tudi kot Ognissanti Madona, je slika italijanskega pozno srednjeveškega umetnika Giotta, ki je razstavljena v galeriji Uffizi v Firencah v Italiji.
Na sliki je tradicionalna krščanska tema, ki predstavlja Devico Marijo in Kristusa otroka, ki ji sedi v naročju, na vseh straneh pa ju obdajajo svetniki in angeli. Ta posebna upodobitev Device se imenuje Maestà, takrat priljubljena predstavitev. Zaradi naturalizma in bega pred omejitvami gotske umetnosti, jo pogosto slavijo kot prvo sliko renesanse.
Na splošno je datirana okoli leta 1310. Medtem ko imajo zgodovinarji težave pri iskanju konkretnih informacij, ker je umetniku večina del nedvomno pripisana, je Madona na prestolu delo, za katerega obstaja nekaj dokumentov, ki podpirajo dejstvo, da jo je ustvaril Giotto. Obstaja veliko virov, ki kažejo, da je dolga leta živel in ustvarjal v Firencah. Glavni vir, ki dokumentira Madono na prestolu, pa je avtobiografija umetnika Lorenza Ghibertija I Commentarii (1447). Zgodnejši rokopisni dokument iz leta 1418 sliko pripisuje tudi Giottu, vendar je Ghibertijeva avtobiografija tisti najbolj trden dokaz.
Eno od poznejših Giottovih del, Madona na prestolu, je bilo končano v Firencah po vrnitvi umetnika v mesto. Prvotno je bila naslikana za cerkev Ognissanti v Firencah. Zgrajena za Humiliate, takrat majhen verski red, je imela cerkev številne slike. Konkretno, za visok oltar je bila zasnovana Giottova Madona na prestolu.

## Vplivi
Madona na prestolu prikazuje številne umetniške sloge, ki so vplivali na Giotta. Tako zlata obarvanost, ki se uporablja v umetniških delih, kot tudi sploščeno zlato ozadje, je Giottova umetnost nadaljevala tradicionalni italijansko-bizantinski slog, tako priljubljen v protorenesančnem časovnem obdobju. Oltarna slika predstavlja formalizirano predstavitev ikone, ki še vedno ohranja togost bizantinske umetnosti, Giotto pa je ohranil hierarhijo obsega, zaradi česar sta bila centralizirana Madona in Kristus otrok veliko večja od okoliških svetnikov in verskih osebnosti.
Giottove figure pa vseeno uhajajo meji bizantinske umetnosti. Njegove figure so tehtne in spominjajo na tridimenzionalne skulpture, kot je ta v klasični rimski skulpturi. Madonin nekritično okrašen prestol, ki je sam italijanski gotski dizajn, ima zelo specifično uporabo barvnega marmorja kot dekoracijo površine. Ta metoda dekoracije, ki temelji na slogu, imenovanem  Cosmatesco, je bila v Rimu priljubljena že od zgodnjega krščanskega obdobja in v Toskani v poznem srednjem veku.
Poleg tega je bilo več specifičnih umetnikov, katerih slogi so močno vplivali na Ognissanti Madono. Vpliv Cimabueja, tradicionalno prepoznanega kot učitelja Giotta, se kaže najprej v zelo simetrični sestavi dela . Cimabue je upodobil isto temo v svojih Madoni in otroku na prestolu iz leta 1280, obe deli pa imata vidike italijansko-bizantinskega sloga, pri čemer ima Cimabue več bizantinskih atributov. Poleg tega obe upodobitvi angelskih kril v delih Giotta in Cimabueja jasno spominjata drug na drugega. Obe deli imata podoben, začetni občutek resnosti, vendar je v vsakem več kot drame. Giotto je od svojega učitelja sprejel pomen, skrb za obseg in oblike v prostoru.
Spokojnost Giottovih figur spominja tudi na slog Pietra Cavallinija. Giotto je od tega umetnika, ki je slikal ne-bizantinska dela in mozaike ter freske iz rimskih in zgodnjekrščanskih časov, prevzel pomembna spoznanja o tehniki slikanja in pri upodabljanju figur kot kipov in mirnosti.
Nazadnje je Giotto prevzel sloge mnogih sodobnih kiparjev, med njimi Nicola in Giovanni Pisano, katerih dela deli vplive severne gotske umetnosti. Giotto je v delu teh umetnikov videl odlične, dramatične kompozicije, ki so zagotovo vplivale na njegovo Ognissanti Madono.

## Tehnika
Giotto je bil prvi umetnik, ki je upodobil tridimenzionalne figure v zahodnoevropski umetnosti. Poleg tega je uporabil veliko manjši prostor kot drugi sodobni umetniki, s čimer je še poudaril pomen teles v umetniškem delu. Giotto je odpravil številne vidike bizantinske umetnosti, ki bi sliko sploščili. Znotraj Cimabuejeve Madoni in otroku na prestolu je uporaba zlata v sledovih za razmejitev gub tkanine. V nasprotju s tem so Giottove tkanine bolj realistične, namesto črt pa je za ustvarjanje videza tkanine uporabil svetlobo, senco in barvo. Vidni so tudi obrisi telesa pod temi tkaninskimi gubami, natančneje v Devičinih kolenih in tudi okoli njenih prsi.
Giotto je uporabil vrednostno lestvico, izrazit razpon svetlobe in zatemnitve, da bi ustvaril občutek volumna v svojih figurah in jim dal rahlo zadimljenost, ki je značilna za Leonarda da Vincija in kasnejše renesančne umetnike.